# اگاتورو
اگاتورو (به انگلیسی: Agathuru) یک منطقهٔ مسکونی در هند است که در کارناتاکا واقع شده‌است.